# La reina del miedo
La reina del miedo (Engelstalige titel: The Queen of Fear) is een Argentijns-Deense film uit 2018, geregisseerd door Valeria Bertuccelli en Fabiana Tiscornia.

## Verhaal
De gevierde maar excentrieke theateractrice Robertina is volop in voorbereiding voor haar langverwachte one-woman-show. Maar de actrice bevindt zich in een constante staat van ongerustheid mede door de afwezigheid van haar man. Wanneer ze hoort dat een oude vriendin stervende is, laat ze alles vallen en reist naar de andere kant van de wereld om haar nog eenmaal te bezoeken.

## Rolverdeling
| Acteur              | Personage |
| ------------------- | --------- |
| Valeria Bertuccelli | Robertina |
| Diego Velázquez     |           |
| Gabriel Goity       |           |
| Darío Grandinetti   |           |

## Productie
La reina del meido ging op 21 januari 2018 in première op het Sundance Film Festival in de World Cinema Dramatic Competition.

## Ontvangst

### Recensies
Op Rotten Tomatoes geeft 71% van de 7 recensenten de film een positieve recensie, met een gemiddelde score van 7/10.

### Prijzen en nominaties
De film won 6 prijzen en werd voor 10 andere genomineerd. Een selectie:
| Jaar | Evenement                      | Categorie                  | Genomineerde                           | Resultaat   |
| ---- | ------------------------------ | -------------------------- | -------------------------------------- | ----------- |
| 2019 | Cóndor de Plata (67ste editie) | Beste film                 | La reina del miedo                     | Genomineerd |
| 2019 | Cóndor de Plata (67ste editie) | Beste actrice              | Valeria Bertuccelli                    | Genomineerd |
| 2019 | Cóndor de Plata (67ste editie) | Beste mannelijke bijrol    | Diego Velázquez                        | Genomineerd |
| 2019 | Cóndor de Plata (67ste editie) | Beste debuterend actrice   | Sary López                             | Genomineerd |
| 2019 | Cóndor de Plata (67ste editie) | Beste scenario             | Valeria Bertuccelli                    | Genomineerd |
| 2019 | Cóndor de Plata (67ste editie) | Beste filmmuziek           | Vicentico                              | Genomineerd |
| 2019 | Premio Sur (13de editie)       | Beste debuterend regisseur | Valeria Bertuccelli, Fabiana Tiscornia | Genomineerd |
| 2019 | Premio Sur (13de editie)       | Beste filmmuziek           | Vicentico                              | Gewonnen    |